# Thüngersheim
Thüngersheim é um município da Alemanha, situado no distrito de Würzburgo, no estado da Baviera. Tem 11,06 km² de área, e sua população em 2019 foi estimada em 2.704 habitantes.